# Воронін Микола Миколайович (хімік)
Микола Миколайович Воронін (19 грудня 1892, Ечміадзин — 14 березня 1956) — професор-хімік, доктор хімічних наук.

## Біографія
Народився 19 грудня 1892 року в місті Ечміадзині (Вірменія). Розробив і вперше в Україні запропонував у виробництво новий засіб добування бертолетової солі.
Майже 30 років працював у Київському політехнічному інституті, професор цього інституту. Отримав металічний магній електролізом розплавленого карналіту (спільно з П. П. Федотьєвим, 1914).
Помер 14 березня 1956 року. Похований в Києві на Лук'янівському цвинтарі (ділянка № 14, ряд 2, місце 17).